# Землетрус у Північному Ємені (1982)
Землетрус у Північному Ємені 1982 року стався 13 грудня поблизу міста Дамар, Північний Ємен (нині є частиною Ємену). При вимірюванні 6,2 за шкалою величини моменту, з максимальною сприйманою інтенсивністю VIII (Сильний) за шкалою інтенсивності Меркаллі, 2800 людей загинули та ще 1500 отримали поранення. Поштовх стався в межах кількох сотень кілометрів від межі плити в геологічно складному регіоні, який включає діючі вулкани та хребти морського дна. Ємен має історію руйнівних землетрусів, хоча це була перша інструментально зареєстрована подія, яка була виявлена глобальними мережами сейсмографів.

## Тектонічна обстановка
Південно-західна частина Аравійської плити примикає до потрійного з’єднання Афар (область розлогих хребтів) біля Червоного моря. Потрійний стик позначає точку перетину Аравійської, Африканської та Сомалійської плит. Розповсюдження починається близько 5 млн років тому і триває 6–7,5 років мм на рік у південній частині Червоного моря та ~10 мм на рік у східній частині Аденської затоки. Землетруси зазвичай зосереджені на підводних хребтах, але нечасті невеликі та помірні події відбуваються на суші у внутрішній частині Аравійської плити протягом 200–300 кілометрів центральної лінії Червоного моря в Ємені, а також далі на північний захід у регіоні Асір Саудівської Аравії.

## Землетрус

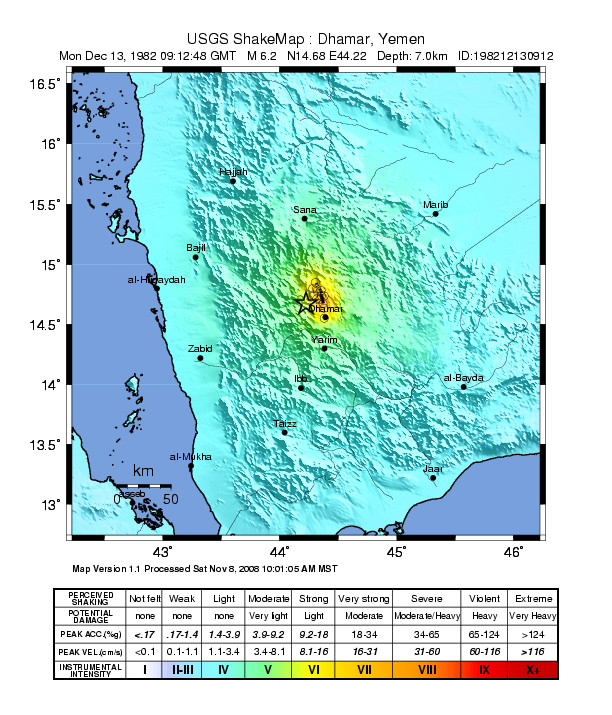
USGS ShakeMap для події

Подія стала першою в кількох класифікаціях. Це був перший із 1959 року землетрус на півдні Аравійського півострова, зареєстрований інструментально, і перший з 1941 року поштовх із загиблими. Землетрус також був першим у цьому районі, який було зафіксовано телесейсмічним методом Всесвітньою стандартною мережею сейсмографів і Глобальною мережею цифрових сейсмографів.

### Пошкодження
Неглибокий головний поштовх стався в густонаселеному районі за 70 кілометрів на південь від Сани. Основна подія та її афтершоки створили зону руйнування між Мабаром і Дамаром, де старі села були сильно пошкоджені, причому найбільше постраждали глинобитні або бутові будинки. Будинки та села, які примикали до крутих схилів або скель, були вразливі до каменепадів і зсувів, але пошкодження були набагато менш вираженими далеко від епіцентральної зони, і сучасні центри міст з належним чином спроектованими спорудами постраждали лише незначно.

### Афтершоки
Починаючи з шістнадцяти днів після головного поштовху, в епіцентральній зоні була розгорнута мережа портативних сейсмографів, що складалася переважно з аналогових пристроїв. За його остаточної та оптимальної конфігурації було отримано шість днів запису, що фіксує тисячі афтершоків. Дві більші події, подія M5.3 29 грудня та подія M4.6 8 січня, також були зареєстровані телесейсмічним методом у цей період.

## Інші події
Протягом 1240 років до 1982 року в Ємені було задокументовано 30 окремих землетрусів. Протягом двадцятого століття, в 1909 році, поштовх призвів до смерті 300 людей і пошкодження 400 будинків; у 1941 році два поштовхи (магнітуда поверхневої хвилі 5,8 і 6,2) забрали життя 1200 і зруйнували 1400 будинків. Інші, незначні, події відбулися в 1955 році і знову в 1959 році. 